# Cyclophora ariadne
Cyclophora ariadne är en fjärilsart som beskrevs av Hans Reisser 1939. Cyclophora ariadne ingår i släktet Cyclophora och familjen mätare. Inga underarter finns listade i Catalogue of Life.